# ジュリアス・ランドル
ジュリアス・ディオン・ランドル（Julius Deion Randle, 1994年11月29日 - ）は、アメリカ合衆国テキサス州ダラス出身のプロバスケットボール選手。NBAのミネソタ・ティンバーウルブズ所属している。ポジションはパワーフォワード。

## 経歴
ケンタッキー大学で1年間プレーし、平均19得点、10.3リバウンドを記録し、2014年のNBAドラフトにアーリーエントリーを表明。7位という高評価でロサンゼルス・レイカーズに指名された。

### ロサンゼルス・レイカーズ
しかし、2014-15シーズン開幕戦のヒューストン・ロケッツ戦で右足を重度の骨折。ランドルのルーキーシーズンは、わずか1試合14分の出場で終了してしまった。
その後手術とリハビリを経て2015年夏のNBAサマーリーグて実戦復帰。2015-16シーズン開幕戦のミネソタ・ティンバーウルブズ戦で1年振りに復帰し、15得点、11リバウンドのダブル・ダブルで復帰戦を飾った。2018年3月11日に行われたクリーブランド・キャバリアーズ戦で当時キャリア・ハイとなる36得点、14リバウンド、7アシストを記録、試合はレイカーズが127-113で勝利した。

### ニューオーリンズ・ペリカンズ
2018年レイカーズからクオリファイング・オファーを破棄されて完全FAとなり、ニューオーリンズ・ペリカンズと2年総額1800万ドルで契約した。2018-19シーズンは1試合平均21.4得点、8.7リバウンドという大活躍を見せた。オフにプレイヤーオプションを破棄し、FAとなった。

### ニューヨーク・ニックス
2019年オフにニューヨーク・ニックスと3年総額6300万ドルの契約を結んだ。
2019-20シーズンは再建中のニックスにおいてキャリアで初となるエースの役割を任せられたが、ボールを保持する時間が長く、R・J・バレットら若手選手のシュート機会が減少。これにより多くのニックスファンから批判を浴び、トレード候補にも挙げられた。しかし在籍2年目の2020-21シーズンはプレーメーク力に大幅な改善が見られ、オールラウンダーに成長。長年低迷していたニックスをプレーオフ争いに導く大活躍を見せる。そしてこの活躍が評価され、オールスターゲームに初選出された。オールスターゲームのメンバーに選出された直後、本拠地マディソン・スクエア・ガーデンで行われたゴールデンステート・ウォリアーズ戦の試合前には、会場のニックスファンからMVPチャントを浴びた。このシーズンは最終的に平均24.1得点、10.2リバウンド、6.0アシストと自己最高の成績を記録し、チームを8年ぶりとなるプレーオフに導いた。これらの活躍が評価され、オフにMIPを受賞した。
2022-23シーズンからの4年総額1億1700万ドルの延長契約を結んだ。3月21日のミネソタ・ティンバーウルブズ戦でキャリアハイを更新する57得点を記録、57得点は、カーメロ・アンソニーの62得点、バーナード・キングの60得点に次いで、ニックス所属の選手が記録した3番目の高得点記録となった。
2023-24シーズン、1月下旬から故障で欠場、シーズン中の複帰を目指していてが、4月には手術をすることが決定し、残りの試合とプレーオフを欠場することが決定した。

### ミネソタ・ティンバーウルブズ
2024-25シーズン開幕を前に、カール＝アンソニー・タウンズとのトレードでドンテ・ディビンチェンゾと共にミネソタ・ティンバーウルブズに移籍した。プレーオフ1回戦ロサンゼルス・レイカーズとのシリーズでは1試合平均、22.6点、5.2リバウンド、4.4アシスト、フィールドゴール成功率48.1%、3ポイント成功率39.3%を記録して1回戦突破に貢献した。準決勝のゴールデンステイト・ウォリアーズとの第3戦では24得点、12アシスト、10リバウンドと自身プレーオフでの初となるトリプルダブルを記録、プレーオフの舞台でトリプルダブルを記録したのはケビン・ガーネットに次いで球団史上2人目となった。

## 個人成績

### NBA

#### レギュラーシーズン
| シーズン     | チーム       | GP  | GS  | MPG  | FG%  | 3P%  | FT%  | RPG  | APG | SPG | BPG | PPG  |
| ------------ | ------------ | --- | --- | ---- | ---- | ---- | ---- | ---- | --- | --- | --- | ---- |
| 2014–15      | LAL          | 1   | 0   | 14.0 | .333 | ---  | .000 | .0   | .0  | .0  | .0  | 2.0  |
| 2015–16      | LAL          | 81  | 60  | 28.2 | .429 | .278 | .715 | 10.2 | 1.8 | .7  | .4  | 11.3 |
| 2016–17      | LAL          | 74  | 73  | 28.8 | .488 | .270 | .723 | 8.6  | 3.6 | .7  | .5  | 13.2 |
| 2017–18      | LAL          | 82  | 49  | 26.7 | .558 | .222 | .718 | 8.0  | 2.6 | .5  | .5  | 16.1 |
| 2018–19      | NOP          | 73  | 49  | 30.6 | .524 | .344 | .731 | 8.7  | 3.1 | .7  | .6  | 21.4 |
| 2019–20      | NYK          | 64  | 64  | 32.5 | .460 | .277 | .733 | 9.7  | 3.1 | .8  | .3  | 19.5 |
| 2020–21      | NYK          | 71  | 71  | 37.6 | .456 | .411 | .811 | 10.2 | 6.0 | .9  | .3  | 24.1 |
| 2021–22      | NYK          | 72  | 72  | 35.3 | .411 | .308 | .756 | 9.9  | 5.1 | .7  | .5  | 20.1 |
| 2022–23      | NYK          | 77  | 77  | 35.5 | .459 | .343 | .757 | 10.0 | 4.1 | .6  | .3  | 25.1 |
| 2023–24      | NYK          | 46  | 46  | 35.4 | .472 | .311 | .781 | 9.2  | 5.0 | .5  | .3  | 24.0 |
| 2024–25      | MIN          | 69  | 69  | 32.3 | .485 | .344 | .806 | 7.1  | 4.7 | .7  | .2  | 18.7 |
| 通算         | 通算         | 710 | 630 | 32.0 | .471 | .334 | .753 | 9.1  | 3.8 | .7  | .4  | 19.0 |
| オールスター | オールスター | 2   | 0   | 16.3 | .583 | .200 | ---  | 2.0  | 2.0 | .5  | .0  | 7.5  |

#### プレーオフ
| シーズン | チーム | GP | GS | MPG  | FG%  | 3P%  | FT%  | RPG  | APG | SPG | BPG | PPG  |
| -------- | ------ | -- | -- | ---- | ---- | ---- | ---- | ---- | --- | --- | --- | ---- |
| 2021     | NYK    | 5  | 5  | 36.1 | .298 | .333 | .852 | 11.6 | 4.0 | .6  | .0  | 18.0 |
| 2023     | NYK    | 10 | 10 | 33.0 | .374 | .258 | .709 | 8.3  | 3.6 | .5  | .3  | 16.6 |
| 2025     | MIN    | 15 | 15 | 35.5 | .502 | .385 | .880 | 5.9  | 4.9 | .8  | .1  | 21.7 |
| 通算     | 通算   | 30 | 30 | 34.8 | .421 | .328 | .815 | 7.6  | 4.3 | .7  | .2  | 19.4 |

### カレッジ
| シーズン | チーム       | GP | GS | MPG  | FG%  | 3P%  | FT%  | RPG  | APG | SPG | BPG | PPG  |
| -------- | ------------ | -- | -- | ---- | ---- | ---- | ---- | ---- | --- | --- | --- | ---- |
| 2013–14  | ケンタッキー | 40 | 40 | 30.8 | .501 | .167 | .706 | 10.4 | 1.4 | .5  | .8  | 15.0 |

## その他
ランドルはダラス出身ながら、地元のダラス・マーベリックスではなく根っからのロサンゼルス・レイカーズとコービー・ブライアントの大ファンだったという。

そのコービーとはレイカーズ在籍時にチームメイトとなり、バスケットボールに真摯に取り組むコービーの姿勢を間近で見た貴重な時間が、自身に大きな影響を与えたことを語っている。